# Stari grad, Kamnik
Stari grad, ruševine gradu nad Kamnikom
Stari grad, v srednjem veku imenovan Zgornji grad, (nemško Oberstain), stoji na strmi Krniški gori (585 m) nad mestom. Omenja se že v 12. stol., ko pa so ga v 16. stol. opustili je pričel propadati in je danes v ruševinah.

## Zgodovina
Na slovenskem ozemlju si je pridobila ogromne posesti rodbina bavarskih grofov Andeških. V začetku 12. stoletju si je priposestovala tudi predele Gorenjske od prelaza Kozjak in Trojane do reke Kokre in Smlednika. Središče te Andeške posesti je bilo v Kamniku, ki je postal v 13. stol. eden najpomembnejših krajev na Kranjskem. V letu 1202 se v Kamniku omenjata dva gradova; Spodnji grad, danes poznan kot Mali grad in Zgornji grad, danes ruševine Starega gradu. Nekoliko kasnejša omemba gradu je iz leta 1207. Po vsej verjetnosti pa so grad postavili že v 12. stoletju. Kamniški Stari grad se tako uvršča med najstarejše gradove na Gorenjskem. Postavljen je bil visoko nad mestom in dobro utrjen z obrambnim zidom. Izredna lega na dominantni točki je omogočala njegovim lastnikom, da so nadzorovali prometne poti, ki so vodile iz Štajerske skozi Tuhinjsko dolino mimo Kamnika na Gorenjsko in Primorsko.
Kot poroča Valvasor je prišel Stari grad v 13. stoletju v last Ortenburžanov in pozneje Gallenbergov. Leta 1450 je grad postal deželno knežji fevd in so ga habsburški vojvode dajali v najem. Leta 1511 je močan potres grad zelo hudo poškodoval, potem pa ga je prizadel še požar, ko je vanj treščila strela. Ker je bil grad neuporaben, se je najemnik Thurn, ki je grad upravljal, preselil najprej v Kamnik, nato pa na Križ.
Razvaline gradu na vrhu Krniške gore so slabo ohranjene. Zaradi grobega posega v vzhodni del gradu, ko so po koncu druge svetovne vojne na ruševinah postavili planinsko kočo, so le na zahodnem delu platoja ohranjene razvaline nekdanjega gotskega gradu. Delno ohranjeno je tudi južno obzidje, kjer so vidni trije vhodi in pa strelne line. Na glavnem platoju je v temeljih ohranjen obrambni stolp pravokotnega tlorisa.

## Dostop
Možna sta dva dostopa po urejeni in markirani poti skoraj iz samega središča Kamnika, (hoje je za cca 30 min.). Na Grad pa pelje tudi asffaltirana cesta, ki se prične pri zdravstvenem domu (dolžina okoli 4,5 km).